# أجنبي (فلم هندي)
أجنبي (بالإنجليزية: Ajnabee (2001 film)) هو فيلم تم إنتاجه في الهند وصدر في سنة 2001.

## بطولة
- أكشاي كومار
- بوبي ديول
- كارينا كابور خان
- بيباشا باسو

## وصلات خارجية
- مقالات تستعمل روابط فنية بلا صلة مع ويكي بيانات

1. ↑  "Ajnabee (Original Motion Picture Soundtrack)". iTunes. iTunes. مؤرشف من الأصل في 2016-08-23. اطلع عليه بتاريخ 2012-03-19.
2. ↑  "Character Dheela- a copy of my song: Anu Malik". NDTV. Indo-Asian News Service. 26 أبريل 2011. مؤرشف من الأصل في 2012-09-21. اطلع عليه بتاريخ 2012-03-19.
3. ↑  Bahra، Mandeep. "Music Review – Ajnabee". Planet Bollywood. مؤرشف من الأصل في 2016-03-04. اطلع عليه بتاريخ 2012-03-20.